# Lex iudiciaria
De lex iudiciaria was de naam gegeven aan een aantal wetten in het oude Rome, die de werking van rechters en rechtbanken (iudices) moesten regelen. De bekendste hiervan is waarschijnlijk die van Gaius Sempronius Gracchus.

## Lex Sempronia
Over de lex iudiciaria (feitelijk een lex Sempronia) van de tribunus plebis Gaius Sempronius Gracchus van 123 of 122 v.Chr.  is het slechts bekend, dat het het gerechtswezen ten gunste van de equites en op kosten van de senaat hervormd. Voor het eerst werden namelijk senatoren uitgesloten van het album iudicum selectorum (lijst van geselecteerde rechters). Of het hierbij echter om een of meerdere wetten gaat en of deze wet(ten) het gehele rechtswezen betrof(fen) of zich slechts beperkte tot de repetundae-processen (d.i. schadeloosstelling bij afpersing), is tot nog toe niet helemaal opgehelderd in het onderzoek. 
Deze onduidelijkheid is een gevolg van de slechte overleveringen over dit onderwerp. Alles waarop men zich kan baseren zijn slechts enkele vaak elkaar tegensprekende verklaringen bij de antieke auteurs en enkele fragmenten van een bronzen tafel (de zogenaamde "Tabula Bembina") waarop een repetundae-wet was aangebracht, waarover men het in het huidige onderzoek grotendeels over eens is dat het dateert uit de tijd van het tribunaat van Gaius Sempronius Gracchus. 
In onze bronnen zijn drie varianten te onderscheiden. Een eerste is die van Plutarchus, die spreekt van een aanvulling van het tot dan toe driehonderd senatoren omvattende album iudicum selectorum met driehonderd equites. De versie van Livius spreekt zelfs van een opname van zeshonderd equites in de senaat, waardoor deze in de senaat de senatoren in aantal overtroffen. Tot slot is er nog de variant die we vinden bij onder andere Appianus, Velleius Paterculus, Diodorus Siculus, Cicero en Florus, die van een volledige overdracht van de rechtspraak in de gerechten (meervoud, dus niet enkel in repetundae-processen (?)) van de senatoren op de equites spreken. Hierbij vermeldt Appianus dat de reden voor deze maatregel zowel gevallen van omkoperij waren, waaronder de reputatie van de hoven zou hebben geleden (repetundae-gevallen), als ook, opdat aan de equites alle gerechtshoven zouden worden overgedragen. 
Oorspronkelijk bedoeld om processen in verband met machtsmisbruik in de provinciae op een objectievere manier te doen verlopen (namelijk dat senators niet langer door senators werden beoordeeld), bleek het echter niet altijd even goed te werken. Want de magistraten in de  provinciae zeiden niets over de hebzucht van de publicani (rijke equites die betaalden om in de provinciae belasting te mogen innen, wegen aan te leggen, enz.), om aldus in een goed blaadje te staan bij de equites, tot wiens stand de publicani behoorden.

### Herroeping en herstel van delex Sempronia
In 106 v.Chr. zou een lex Servilia Caepionis de lex Sempronia ongedaan hebben gemaakt. Maar deze lex Servilia werd - waarschijnlijk in 104 v.Chr. - zelf ongedaan gemaakt door een lex Servilia Glauciae repetundarum. Deze lex wordt gezegd de iudicia aan de equites te hebben gegeven en herriep bijgevolg ofwel indirect de lex van 106, ofwel bevestigde het slechts de Lex Sempronia, want de werkelijke aard van de lex van 106 is moeilijk te achterhalen. Er is een passage in Tacitus waarin hij zegt dat de leges Serviliae de iudicia voor de senaat herstelden. 
De Lex Servilia van 104 sloot voor de functie van iudices elkeen uit die tribunus plebis, quaestor, triumvir capitalis, tribunus militum in een van de eerste vier legioenen, triumvir agris dandis assignandis was geweest, wie in de senaat zat of had gezeten, wie infamis was, wie jonger dan dertig of ouder dan zestig was, wie niet in Rome of haar onmiddellijke omgeving woonde, vaders, broers of zonen van senatoren en wie in de overzeese gebieden woonde. De praetor die de quaestio voorzat, moest 450 iudices kiezen, waaruit de iudices voor een bepaalde zaak door lot moest worden gekozen.

## Marcus Livius Drusus'lex iudiciaria
In 91 v.Chr. trachtte Marcus Livius Drusus minor, die stamde uit de voorname gens Livia, als tribunus plebis de lex iudiciaria van Gaius af te zwakken door zowel equites als senatoren toe te laten tot de rechtbanken.

## Voetnoten
1. ↑  Er is evenwel discussie of deze lex Sempronia wel een echte lex iudiciaria was (zie M.T. Griffin, The 'Leges Iudiciariae' of the Pre-Sullan Era, in CQ2 23 (1973), p. 108.).
2. ↑  Gracchus 5.2.
3. ↑  Epit. LX 7.
4. ↑  App., Bell. Civ. I 22; Vell. Pat., II 6.3, 13.2, 32.3; Diod., XXXIV/XXXV 25.27, 37.9; Flor., II 1.6, 5.3; Varro, ap. Non. 728L; cf. Tac., Ann. XII 60.4.
5. ↑  Cic., Verr. III 41.
6. ↑  Appian., Bell. Civ. I 35; Vell. Pat., II 13.2;, Florus, II 6; Liv., Epit. LXX 10, LXXI 1.

## Verder lezen
- M.T. Griffin, The 'Leges Iudiciariae' of the Pre-Sullan Era, in CQ2 23 (1973), pp. 108-126.
- R.J. Rowland Jr., C. Gracchus and the Equites, in TPAPhA 96 (1965), pp. 361-373.